# Edvardas Raugalas
Edvardas Raugalas (* 24. März 1942 in Užubaliai, Rajongemeinde Ukmergė; † 2. Oktober 2023) war ein litauischer Politiker und Vizeminister.

## Leben
Von 1949 bis 1956 lernte er in Laičiai. Nach dem Besuch der 1. Mittelschule Ukmergė von 1956 bis 1959 mit Abitur absolvierte er von 1959 bis 1965 das Diplomstudium am Kauno politechnikos institutas und von 1969 bis 1973 die Aspirantur an der Technischen Hochschule in Brno (Tschechien). Im Dezember 1973 promovierte er in technischen Wissenschaften zum Thema „Optimierung der Form des Defibrillation-Impulses“ („Defibriliacinio impulso formos optimizavimas“). Von 1965 bis 1968 lehrte er am Kauno politechnikumas. Von 1968 bis 1969 war er Ingenieur am Labor von Kauno medicinos institutas und von 1974 bis 1993 wissenschaftlicher Mitarbeiter am Forschungsinstitut für Kardiologie. Von 1993 bis 1996 war er Korrespondent der Zeitung „Valstiečių laikraštis“. Von 1996 bis 1997 leitete er das Žemės tarnyba (Bodenamt Litauens). Von 1998 bis 2009 war er stellvertretender Direktor der Filiale Kaunas von VĮ „Registrų centras“. Von 2009 bis 2012 amtierte er im Kabinett Kubilius II als stellvertretender Landwirtschaftsminister Litauens und Stellvertreter des Ministers Kazimieras Starkevičius.
Er war verheiratet. Mit seiner Frau Rasa hatte er die Töchter Indrė und Jonė.